# Songs from the Big Chair
Songs from the Big Chair är Tears for Fears andra studioalbum, utgivet den 25 februari 1985. Skivan blev en stor succé och blev #1 i USA och #2 i England, där den låg på albumlistan i hela 79 veckor från mars 1985 till september 1986. Fem singlar släpptes från albumet och "Shout", "Everybody Wants to Rule the World" och "Head Over Heels" blev stora hits på båda sidor Atlanten.
Albumet finns med i boken  1001 Albums You Must Hear Before You Die.

## Låtförteckning
Sida ett
1. "Shout" (Orzabal, Stanley) – 6:33
2. "The Working Hour" (Orzabal, Stanley, Elias) – 6:31
3. "Everybody Wants to Rule the World" (Orzabal, Stanley, Hughes) – 4:11
4. "Mothers Talk" (Orzabal, Stanley) – 5:06

Sida två
1. "I Believe" (Orzabal) – 4:54
2. "Broken" (Orzabal) – 2:38
3. "Head Over Heels/Broken (Live)" (Orzabal, Smith) – 4:32
4. "Listen" (Orzabal, Stanley)– 6:54

Bonuslåtar på CD-utgåvan 1999
- "The Big Chair" (Orzabal, Smith, Stanley, Hughes) – 3:21
- "Empire Building" (Smith, Orzabal, Stanley) – 2:52
- "The Marauders" (Orzabal, Stanley) – 4:16
- "Broken Revisited" (Orzabal) – 5:16
- "The Conflict" (Orzabal, Smith, Stanley) – 4:05
- "Mothers Talk" (US Remix) – 4:13
- "Shout" (US Remix) – 8:02

### Deluxe Edition (2006)
CD 1
1. "Shout" – 6:33
2. "The Working Hour" – 6:31
3. "Everybody Wants to Rule the World" – 4:11
4. "Mothers Talk" – 5:06
5. "I Believe" – 4:54
6. "Broken" – 2:38
7. "Head over Heels/Broken (live)" – 5:02
8. "Listen" – 6:54
9. "The Working Hour" (piano version) – 2:08
10. "The Marauders" – 4:16
11. "Empire Building" – 2:52
12. "The Big Chair" – 3:21
13. "Pharaohs" (single version) – 3:43 (Orzabal, Smith, Stanley, Hughes)
14. "When in Love with a Blind Man" – 2:22 (Orzabal, Stanley)
15. "Sea Song" – 3:51 (Robert Wyatt)
16. "Broken Revisited" – 5:16

CD 2
1. "The Way You Are" (7" version) – 4:49 (Orzabal, Smith, Stanley, Elias)
2. "Mothers Talk" (short version) – 3:53
3. "Shout" (edit) – 4:03
4. "Everybody Wants to Rule the World" (7" version) – 4:08
5. "Head over Heels" (David Bascombe 7" Mix) – 4:15
6. "I Believe (A Soulful Re-Recording)" – 4:41
7. "Mothers Talk" (U.S. remix) – 4:13
8. "Shout" (U.S. remix) – 8:02
9. "Shout" (Dub Remix) – 6:49
10. "Everybody Wants to Rule the World" (Urban Mix) – 6:06
11. "Mothers Talk" (Beat of the Drum Mix) – 8:54
12. "Broken/Head over Heels/Broken" (Preacher Mix) – 8:00

## Musiker
Tears for Fears
- Roland Orzabal – gitarr, keyboard, sång, piano på I Believe
- Curt Smith – elbas, sång
- Ian Stanley – keyboard
- Manny Elias – Trummor

Övriga medverkande
- "Shout": Sandy McLelland – bakgrundssång, Chris Hughes – trummor
- "The Working Hour": Jerry Marotta – percussion, Will Gregory – saxofonsolos, Mel Collins – saxofon, Andy Davis – flygel
- "Everybody Wants to Rule the World": Neil Taylor – andra gitarrsolot, Chris Hughes – trummor och programmering
- "Mothers Talk": Stevie Lange – bakgrundssång
- "I Believe": Will Gregory – saxofon
- "Broken": Neil Taylor – gitarrsolo
- "Head over Heels": Sandy McLelland – bakgrundssång, Andy Davis – flygel, Annie McCaig – bakgrundssång, Marilyn Davis – bakgrundssång
- "Listen": Marilyn Davis – operasång